# Liste de films sur Wong Fei-hung
Filmographie du personnage historique Huang Feihong.
L'acteur ayant le plus interprété Huang Feihong à l'écran est Kwan Tak-hing dans au moins 77 films.

## Années 1940
- Huang Fei-hong zhuan: Bian feng mie zhu (1949)
- Huang Fei-hong chuan (1949)

histoire de Huang Fei-hong(Hong Kong: anglais)

## Années 1950
- Huang Fei-hong yi guan cai hong qiao (1959)
Huang Fei-hong sur le pont Arc-en-Ciel (Hong Kong: anglais)
- la réincarnation de la Dame Blanche (1959)
- Huang Fei-hong hu peng fu hu (1959)
Comment Huang Feihong vainquit le tigre sur la scène de l'Opéra (Hong Kong: anglais)
- Huang Fei-hong bei kun hei di yu (1959)
Comment Huang Feihong fut emprisonné dans les Sombres Enfers (Hong Kong: anglais)
Wong Fei Hung piégé en Enfer
- Huang Fei-hong lei tai dou san hu (1958)
La bataille de Huang Fei-hong's Battle avec deux voyous sur le ring (Hong Kong: anglais)
- Huang Fei-hong long zheng hou dou (1958)
Le plus grand combat de Huang Feihong (Hong Kong: anglais)
- Huang Fei-hong da nao feng huang gang (1958)
Comment Huang Fei-hong dévasta la colline du phénix (Hong Kong: anglais)
- Huang Fei-hong da po jin zhao zhang (1958)
Comment Huang Fei-hong éluda le piège de Po Jin (Cloche d'Or) (Hong Kong: anglais)

- Huang Fei-hong da po Ma gu zhuang (1958)
La victoire deHuang Fei-hong au village Ma(Hong Kong: anglais)

- Huang Fei-hong sauva le pont de Xiguan (1958)

- Comment Huang Fei-hong et sa femme conquirent les Trois Rascals (1958)

- Huang Fei-hong tie ji dou shen ying (1958)
Comment Huang Fei-hong usa de la Volaille de Fer contre l'aigle (Hong Kong: anglais)

- Comment Huang Fei-hong sauva Liang Kuan dans la grotte du tigre (1958)
Wong Fei Hung sauve Liang Kuan kidnappé

- Comment Huang Feihong conquit les deux dragons avec cinq serpents (1958)

- Huang Fei-hong xie jian su po wu (1957)
Comment Huang Feihong mena un sanglant combat dans la demeure du célibataire (Hong Kong: anglais)

- Huang Fei-hong ye tan hei long shan (1957)
Comment Huang Fei-hong espionna de nuit la colline du dragon noir (Hong Kong: anglais)

- Huang Fei-hong er long zheng zhu (1957)
Huang Fei-hong: le duel des deux dragons pour la perle (Hong Kong: anglais)

- Huang Fei-hong da po fei dao dang (1957)
Comment Huang Fei-hong balaya le clan des poignards volants (Hong Kong: anglais)

- Huang Fei-hong die xie ma an shan (1957)
Huang Fei-hong et la bataille de la colline de la selle (Hong Kong: anglais)

- Huang Fei-hong Henan yu xie zhan (1957)
le combat de Huang Fei-hong au Henan (Hong Kong: anglais)

- la bataille de Wong Fei-hung au mont de la Déesse de Miséricorde (1956)

- Huang Fei-hong hua ting feng yun (1956)
Huang Fei-hong et l'affaire du bateau de la courtisane (Hong Kong: anglais)

- Huang Fei-hong heng sao Xiao Beijiang (1956)
La victoire de  Huang Fei-hong à Xiao-Beijiang (Hong Kong: anglais)

- Huang Fei-hong fu er hu (1956)
Comment Huang Fei-hong dompta les deux tigres (Hong Kong: anglais)

- Huang Fei-hong da nao Foshan (1956)
Le combat de Huang Fei-hong à Foshan (Hong Kong: anglais)

- Huang Fei-hong da nao hua deng (1956)
Huang Fei-hong : troubles à la fête des Lanternes (Hong Kong: anglais)

- Huang Fei-hong da zhan Shuangmendi (1956)
La bataille de Huang Fei-hong à Shuangmen-di (Hong Kong: anglais)

- Huang Fei-hong du bei dou wu long (1956)
Comment Huang Fei-hong combattit 5 Dragons d'une seule main (Hong Kong: anglais)

- Huang Fei-hong gong chuan jian ba (1956)
Comment Huang Fei-hong vainquit le Voyou à l'Opéra Rouge flottant (Hong Kong: anglais)

- Huang Fei-hong Guanshan da he shou (1956)
Huang Fei-hong va à une fête d'anniversaire à Guanshan (Hong Kong: anglais)

- Huang Fei-hong gu si jiu qing seng (1956)
Comment Huang Fei-hong sauva le moine transi de l'ancien monastère (Hong Kong: anglais)

- Huang Fei-hong lei tai bi wu (1956)
Huang Fei-hong au match de boxe (Hong Kong: anglais)

- 'Huang Fei-hong huo shao Daoshatou(1956)
Comment Huang Fei-hong mis Da-sha-tou en feu (Hong Kong: anglais)

- Huang Fei-hong long zhou duo jin (1956)
Huang Fei-hong gagne la course des barques-dragons (Hong Kong: anglais)

- Huang Fei-hong nu tun shi er shi (1956)
Comment Huang Fei-hong vainquit les douze tigres (Hong Kong: anglais)
Comment Wong Fei-hung vainquit douze lions

- Huang Fei-hong qi dou huo qi lin (1956)
les sept combat de Huang Fei-hong contre Licorne Ardente (Hong Kong: anglais)

- Huang Fei-hong qi shi hui jin long (1956)
Comment Huang Fei-hong aiguillonna 7 Lions contre le Dragon (Hong Kong: anglais)
Comment Wong Fei-hung aiguillonna 7 Lions contre le Dragon d'Or

- Huang Fei-hong san hu nu biao shi (1956)
Comment Huang Fei-hong trompa trois fois la dame garde du corps (Hong Kong: anglais)

- Huang Fei-hong Shamian fu shen quan (1956)
Comment Huang Fei-hong vainquit Chien Terrible à Shamian (Hong Kong: anglais)

- Huang Fei-hong tian hou miao jin xiang (1956)
Huang Fei-hong Attends the Joss-Stick Festival at Heavenly Goddess Temple (Hong Kong: anglais)
Wong Fei-hung's Pilgrimage to Goddess of Sea Temple

- Huang Fei-hong shui di san qin Su Shulian (1956)
Comment Huang Fei-hong Thrice Captured Su Shulian in the Water (Hong Kong: anglais)

- Huang Fei-hong xing juan hui qi lin (1956)
Comment Huang Fei-hong Pitted a Lion Against the Unicorn (Hong Kong: anglais)

- Huang Fei-hong tie ji dou wu gong (1956)
Huang Fei-hong: The Iron Rooster Versus the Centipede (Hong Kong: anglais)

- Huang Fei-hong yi jiu long mu miao (1956)
Comment Huang Fei-hong Saved the Dragon's Mother's Temple (Hong Kong: anglais)

- Huang Fei-hong yi jiu mai yu can (1956)
Huang Fei-hong Rescues the Fishmonger (Hong Kong: anglais)

- The True Story of Wong Fei-hung (1955)

- Huang Fei-hong wen zhen si pai lou (1955)
Huang Fei-hong's Victory at Fourth Gate (Hong Kong: anglais)

- Huang Fei-hong Huadi chuang po (1955)
Huang Fei-hong Vied for the Firecrackers at Huadi (Hong Kong: anglais)

- Huang Fei-hong chang ti jian ba (1955)
Huang Fei-hong Vanquished the Bully at Long Dike (Hong Kong: anglais)

- Huang Fei-hong yu Lin Shi-rong (1955)

- Huang Fei-hong chu shi wu ying jiao (1954)
Huang Fei-hong Tries His Shadowless Kick (Hong Kong: anglais)

- Huang Fei-hong yi gun fu san ba (1953)
Comment Huang Fei-hong Defeated Three Bullies with a Single Rod (Hong Kong: anglais)

- Huang Feihong yu jiu Haichuang si shang ji (1953)
Comment Huang Fei-hong Redeemed Haitong Monastery Part 1 (Hong Kong: anglais)

- Huang Feihong yu jiu Haichuang si xia ji (1953)
Comment Huang Fei-hong Redeemed Haitong Monastery Part 2 (Hong Kong: anglais)

- Huang Fei-hong xie ran Furong gu (1952)
Huang Fei-hong's Blood Battle in Furong Valley (Hong Kong: anglais)

- Huang Fei-hong chuan da jie ju (1951)

- Huang Fei-hong chuan di san ji xie zhan Liuhua qiao (1950)
Huang Fei-hong's Battle at Liu-hua Bridge (Hong Kong: anglais)

## Années 1960
- Huang Fei-hong hu de dou wu lang (1969)
Huang Fei-hong's Combat with the Five Wolves

- Huang Fei-hong qiao duo sha yu qing (1969)
Huang Fei-hong: The Duel for the 'Sha-yu-qing'

- Huang Fei-hong: The Conqueror of the "Sam-hong Gang" (1969)

- Huang Fei-hong yu xie liu huang gu (1969)
Huang Fei-hong in Sulphur Valley

- Huang Fei-hong zui da ba jin gang (1968)
Huang Fei-hong: The Eight Bandits

- Huang Fei-hong quan wang zheng ba (1968) (1968)
Huang Fei-hong: Duel for the Championship

- Huang Fei-hong rou bo hei ba wang (1968)
Huang Fei-hong: The Duel Against the Black Rascal

- Huang Fei-hong xing shi du ba mei hua zhuang (1968)
Huang Fei-hong: The Invincible 'Lion Dancer'

- Huang Fei-hong wei zhen wu yang cheng (1968)
Huang Fei-hong: The Incredible Success in Canton

- Huang Fei-hong hu zhao hui qan ying (1967)
Huang Fei-hong Meeting the Heroes with the Tiger Paw (Hong Kong: anglais)

- Huang Fei-hong yuan da po wu hu zhen (1961)
Comment Huang Fei-hong Smashed the 5 Tigers (Hong Kong: anglais)

- Huang Fei-hong lei tai zheng ba zhan (1960)
Huang Fei-hong's Combat in the Boxing Ring (Hong Kong: anglais)

- Wong Fei Hung's Battle with the Gorilla (1960)

## Années 1970
- Huang Fei-hong yong po lie huo zhen (1970)
Huang Fei-hong: Bravely Crushing the Fire Formation(Hong Kong: anglais)

- Huang Fei Hong yong po lie huo zhen (1973)
Death Kick
The Master of Kung-Fu
Wong Fei Hung yung poh lit feng chan (Hong Kong: Cantonese)

- Huang Fei-hong xiao lin quan (1974)
The Skyhawk

- Huang Fei Hong yi qu ding cai di (1974)
Rivals of Kung Fu (International: anglais)
Wong Fei Hung yee chui ding choi dei (Hong Kong: Cantonese)

- Le Combat des maîtres (1976)

- Huang fei hong si da di zi (1977)
The Four Shaolin Challengers (International: anglais)
Wong Fei Hung sei daai dai ji (Hong Kong: Cantonese)

- Le Maître chinois (1978)

- Le Héros magnifique (1979)

## Années 1980
- The Magnificent Kick (en) (1980)

- Martial Club (1981)

- Tigre blanc (film) (1981)

- The Return of Wong Fei Hung (téléfilms, 1984)
Starring Andy Lau

- Shanghaï Express (1986)

## Années 1990
- Il était une fois en Chine (1991)

- Huang Fei Hong xiao zhuan (1992)
Once Upon a Time a Hero in China

- Huang Fei-hong xi lie zhi yi dai shi (1992)
Great Hero from China (Hong Kong: anglais)
Martial Arts Master Wong Fei Hung
Wong Fei Hong '92

- Il était une fois en Chine 2 : La Secte du lotus blanc (1992)

- Huang Fei Hong zhi nan er dang bao guo (1993)
Fist from Shaolin

- Huang Fei Hong dui Huang Fei Hong (1993)
Master Wong vs. Master Wong
Once Upon a Time a Hero in China II

- Huang Fei-Hong zhi gui jiao qi (1993)
Ghost Foot 7
Kick Boxer
Once Upon a Chinese Hero (UK)
Seventh Ghostly Leg

- Il était une fois en Chine 3 : Le Tournoi du Lion (1993)

- Il était une fois en Chine 4 : La Danse du dragon (1993)

- Claws of Steel (1993)

- Iron Monkey (1993)

- Il était une fois en Chine 5 : Dr Wong et les pirates (1994)

- Combats de maître (1994)

- Drunken Master III (1994)

- Once Upon a Time In China Series: The Suspiciouse Temple (1995)
Starring Vincent Zhao

- Once Upon a Time In China Series: The Eight Assassins (1995)
Starring Vincent Zhao

- Once Upon a Time In China Series: The Headless General (1996)
Starring Vincent Zhao

- Once Upon a Time In China Series: The Ideal Century (1996)
Starring Vincent Zhao

- Once Upon a Time In China Series: The Final Victory (1996)
Starring Vincent Zhao

- Il était une fois en Chine 6 : Dr Wong en Amérique (1997)

## Années 2000
- Young Hero Huang Fei Hong (2002 series)
- My Sifu Wong Fei Hung (2004 Series) TVB
Starring Bosco Wong
- Le Tour du monde en quatre-vingts jours (2004)
joué par Sammo Hung
- Five Disciples of Master Wong (2006 series)
- Kungfu Master (direct-to-video anime, 2008)
Wong Fei Hong vs Kungfu Panda
- The Kung Fu Master Wong Fei Hung (2008 series)
Starring Dicky Cheung
- Huang Fei-hong: King of the Lions
- Huang Fei-hong à la rescousse des orphelins dans l'antre du tigre
- Rise of the Legend (2014)

## Référence
- (en) Cet article est partiellement ou en totalité issu de l’article de Wikipédia en anglais intitulé « Wong Fei-hung filmography » (voir la liste des auteurs).